# Isole Talaud
Le Talaud sono un arcipelago (1.282 km²) appartenenti all'Indonesia situate nel Mar delle Filippine.
Situate fra Mindanao e le Molucche, le isole principali sono Karakelong, Kaburuang e Salebabu.